# 하준호 (배우)
하준호(1983년 1월 19일 ~ )는 대한민국의 배우이다.

## 학력
- 중앙대학교 연극학과 학사

## 출연작

### 영화
- 《드라이빙 스쿨》 (2020년)
- 《좀비 파이터》 (2020년) - 베인 역
- 《검사외전》 (2016년) - 철새도래지 강사 역
- 《나무늘보》 (2015년)
- 《허삼관》 (2015년) - 마을사람 4 역
- 《왜 독립영화 감독들은 DVD를 주지 않는가?》 (2012년) - 수염선배 역
- 《외할머니와 레슬링》 (2007년) - 형섭 역

### 드라마
《끝없는 사랑》 (2014년, KBS2) - 클럽바 조폭 역
- 《복면검사》 (2015년, KBS2)
- 《남자 이야기》 (2009년, KBS2)

### 연극
- 《그을린 사랑》
- 《녹천에는 똥이 많다》
- 《빨간 피터들 - 추ing 낯선 자》
- 《소리의 위력》
- 《모란이모》
- 《한꺼번에 두 주인을》
- 《언더그라운드》
- 《서울연극올림픽 - 로베르토 쥬코》
- 《반호프》
- 《햄릿 - 슬픈광대의 이야기》
- 《닥터이라부》
- 《움직이는 사람들》
- 《마이 퍼스트 타임》
- 《겨울이야기》
- 《욕망이라는 이름의 전차》
- 《밑바닥에서》
- 《아마데우스》
- 《오월의신부》

### 뮤지컬
- 《드가장》
- 《클럽 파티 어썸 프람》